# هانس ماير (ممثل مسرحي)
هانس ماير (بالألمانية: Hans-Werner Meyer)‏ (و. 1964  م) هو ممثل مسرحي، وممثل أفلام، وممثل تلفزي ألماني، ولد في هامبورغ، بدأ مشواره المهني سنة 1993.

## جوائز
حصل على جوائز منها:

الجائزة التلفزيونية البافارية ‏ (2000)

## وصلات خارجية
- هانس ماير على موقع IMDb (الإنجليزية)
- هانس ماير على موقع مونزينجر (الألمانية)
- هانس ماير على موقع ألو سيني (الفرنسية)
- هانس ماير على موقع ألو سيني (الفرنسية)
- هانس ماير على موقع ميوزك برينز (الإنجليزية)
- هانس ماير على موقع أول موفي (الإنجليزية)
- هانس ماير على موقع قاعدة بيانات الأفلام السويدية (السويدية)
- هانس ماير على موقع قاعدة بيانات الفيلم (الإنجليزية)
- هانس ماير على موقع كينوبويسك (الروسية)